# Hold On (Santana)
"Hold On" is een lied van de Canadese zanger Ian Thomas uit 1981. Een jaar later werd het een hit in de vertolking van Santana die het opnam voor het album Shangó. In augustus 1982 werd deze versie door Columbia Records op single uitgebracht. De B-kant is het door de bandleden zelf geschreven Oxun (Oshun)". De single bereikte de veertiende plaats in de Nederlandse Top 40 en werd daarmee hun eerste hit in Nederland sinds Well All Right uit 1978. In de Amerikaanse Billboard Hot 100 bereikte Santana met Hold On de vijftiende plaats.

## Videoclip
De bijbehorende videoclip speelt zich af op een gemaskerd bal waar Carlos Santana ziet hoe zijn geliefde wordt weggelokt door een mysterieuze man (gespeeld door Santana zelf). Hij gaat erachteraan en laat zich onderweg beetnemen door Armando Peraza, een van de drie percussionisten. 

## Live-arrangement
Alex Ligertwood, frontman van 1979 tot 1995, kwam niet in de videoclip voor. Na zijn vertrek bleef hij Santananummers spelen, meestal op uitnodiging van internationale tribute-bands. Hold On kreeg een nieuw arrangement waarbij Ligertwood het nummer inluidt door de eerste twee coupletten met alleen gitaarbegeleiding te zingen.

## Hitnoteringen

### Nederlandse Top 40
| Hitnotering in de Nederlandse Top 40: | Hitnotering in de Nederlandse Top 40: | Hitnotering in de Nederlandse Top 40: | Hitnotering in de Nederlandse Top 40: | Hitnotering in de Nederlandse Top 40: | Hitnotering in de Nederlandse Top 40: | Hitnotering in de Nederlandse Top 40: | Hitnotering in de Nederlandse Top 40: |
| Week:                                 | 1                                     | 2                                     | 3                                     | 4                                     | 5                                     | 6                                     | 7                                     |
| ------------------------------------- | ------------------------------------- | ------------------------------------- | ------------------------------------- | ------------------------------------- | ------------------------------------- | ------------------------------------- | ------------------------------------- |
| Positie:                              | 26                                    | 16                                    | 14                                    | 19                                    | 30                                    | 38                                    | uit                                   |